# Ривадавия (линкор)
«Ривада́вия» (исп. ARA Rivadavia) — аргентинский дредноут типа «Ривадавия»; головной корабль серии из двух кораблей. Заказан и построен в США в ответ на строительство Бразилией линейных кораблей типа «Минас-Жерайс».
Назван в честь Бернардино Ривадавии — первого президента Аргентинской Республики.

## Предыстория
Напряжённые отношения южноамериканских региональных держав — Аргентины и Бразилии, вынуждали правительства этих государств поддерживать вооружённые силы на относительно высоком уровне. На начало XX века основу аргентинского флота составляли броненосные крейсера типа «Гарибальди» итальянской постройки, что в изменившихся реалиях ведения войны на море, не соответствовало амбициям «Розового дома». А после того, как Рио-де-Жанейро заказал британским судостроителям новый революционный класс корабля — три дредноута, обеспокоенная Аргентина предприняла ответные меры.
Представители аргентинских ВМС, в отличие от других малых стран, решили не обращаться к какой-либо конкретной крупной судостроительной компании, а провели своеобразный международный конкурс.

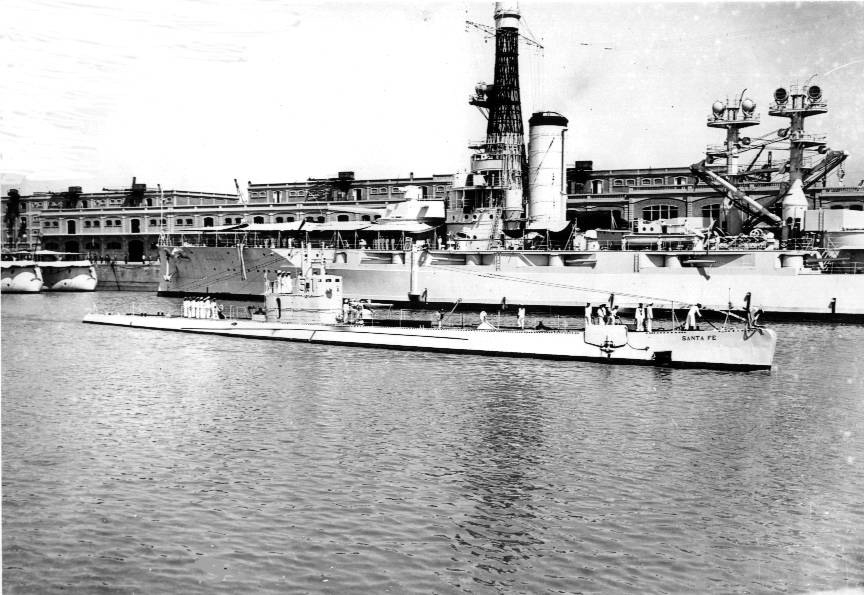
Линкор «Ривадавия» в Пуэрто-Бельграно. На переднем плане подлодка «Санта-Фе». 1937 год

Аргентинскую военно-морскую комиссию возглавил контр-адмирал Онофре Бетбедер. В 1908 году в Лондоне, южноамериканцы объявили о намерении правительства заказать два линкора, шесть эскадренных миноносцев и двенадцать подводных лодок. Также существовала возможность заказа третьего линкора. Откликнулись французская «Форж и Шатье», германская «Блом унд Фосс», английские «Армстронг», «Виккерс» и другие, итальянская «Ансальдо», североамериканские «Уильям Крамп», «Фор Ривер» и другие, всего пятнадцать фирм.
Конкуренция за аргентинский заказ была жёсткой. Сумма контракта составила 2,2 миллиона фунтов стерлингов. После получения представленных разработок, аргентинцы, выбрав лучшее из них, скорректировали свои требования и объявили о новом конкурсе. Судостроители переработали свои проекты, аргентинцы их внимательно изучили, и только затем было оглашено окончательное решение, поразившее весь мир. Заказ достался североамериканской верфи «Фор Ривер» из Куинси, штат Массачусетс, которая снизила цену на 224 000 фунтов стерлингов за корабль. В конструкции линкора ясно прослеживалось влияние международного конкурса, хотя большинство элементов являлись чисто американскими. США рассматривали эти корабли в качестве «резерва» для включения в случае необходимости в состав собственных ВМС.

## Служба
Линкор «Ривадавия» прослужил в составе аргентинского флота четыре десятка лет, пройдя за это время всего лишь одну существенную модернизацию. В боевых действиях корабль не участвовал. Будни «Ривадавии» проходили в учениях и заграничных плаваниях.
3 октября 1941 года во время учений, проходивших у берегов архипелага Огненная Земля, случилась крупнейшая трагедия в истории аргентинского флота. В условиях густого тумана произошло столкновение нескольких кораблей, в результате чего, эсминец «Корриентес» (исп. Corrientes) разломился и затонул, а крейсер «Альмиранте Браун» получил тяжёлые повреждения после того, как в него врезался «Ривадавия».